# Dvajsetiški številski sistem
Dvajsetíški števílski sistém (ali vigesimálni ~, vigezimálni ~ in vicezimálni ~) je številski sistem, ki temelji na številu 20, podobno, kot desetiški številski sistem temelji na številu 10. V dvajsetiškem sistemu se uporablja dvajset različnih simbolov za števke, deset več kot pri običajnem desetiškem sistemu. Beseda vigezimalen izvira iz latinske vice(n)simus, vigesimus - dvajseti.